# Masters d'Écosse de snooker
Le Masters d'Écosse, souvent connu sous les noms de Lang's Scottish Masters ou Regal Scottish Masters en anglais, était un tournoi de snooker professionnel de catégorie non classé qui s'est déroulé chaque année de 1981 à 2002, à l'exception de 1988.

## Historique
Le tournoi, sur invitation, se déroulait dans divers endroits en Écosse, principalement à Glasgow. À la suite de l'interdiction de la publicité pour le tabac, le tournoi ne parvient pas à trouver de nouveau sponsor et est abandonné après l'édition 2002. 
Il a été remporté à trois reprises par Steve Davis, Stephen Hendry et Ronnie O'Sullivan.

## Palmarès
Les chiffres entre parenthèses indiquent le nombre de victoires remportées par un même joueur.
| Année | Gagnant               | Finaliste         | Score | Saison    |
| ----- | --------------------- | ----------------- | ----- | --------- |
| 1981  | Jimmy White           | Cliff Thorburn    | 9–4   | 1981-1982 |
| 1982  | Steve Davis           | Alex Higgins      | 9–4   | 1982-1983 |
| 1983  | Steve Davis (2)       | Tony Knowles      | 9–5   | 1983-1984 |
| 1984  | Steve Davis (3)       | Jimmy White       | 9–4   | 1984-1985 |
| 1985  | Cliff Thorburn        | Willie Thorne     | 9–7   | 1985-1986 |
| 1986  | Cliff Thorburn (2)    | Alex Higgins      | 9–8   | 1986-1987 |
| 1987  | Joe Johnson           | Terry Griffiths   | 9–7   | 1987-1988 |
| 1989  | Stephen Hendry        | Terry Griffiths   | 10–1  | 1989-1990 |
| 1990  | Stephen Hendry (2)    | Terry Griffiths   | 10–6  | 1990-1991 |
| 1991  | Mike Hallett          | Steve Davis       | 10–6  | 1991-1992 |
| 1992  | Neal Foulds           | Gary Wilkinson    | 10–8  | 1992-1993 |
| 1993  | Ken Doherty           | Alan McManus      | 10–9  | 1993-1994 |
| 1994  | Ken Doherty (2)       | Stephen Hendry    | 9–7   | 1994-1995 |
| 1995  | Stephen Hendry (3)    | Peter Ebdon       | 9–5   | 1995-1996 |
| 1996  | Peter Ebdon           | Alan McManus      | 9–6   | 1996-1997 |
| 1997  | Nigel Bond            | Alan McManus      | 9–8   | 1997-1998 |
| 1998  | Ronnie O'Sullivan     | John Higgins      | 9–7   | 1998-1999 |
| 1999  | Matthew Stevens       | John Higgins      | 9–7   | 1999-2000 |
| 2000  | Ronnie O'Sullivan (2) | Stephen Hendry    | 9–6   | 2000-2001 |
| 2001  | John Higgins          | Ronnie O'Sullivan | 9–6   | 2001-2002 |
| 2002  | Ronnie O'Sullivan (3) | John Higgins      | 9–4   | 2002-2003 |